# Novemberaftalerne
Novemberaftalerne var en række traktater, som i november 1870 blev indgået om de sydtyske stater Bayern, Württemberg, Baden og Hessens indtræden i det Nordtyske forbund. Det var ikke meningen at grundlægge noget nyt, i stedet skulle det Nordtyske forbund ved hjælp af de sydtyske stater omdannes til det Tyske Rige.
Novemberaftalerne er aftaler nærmere bestemt forbundaftaler mellem Nordtyske forbund og Baden og Hessen om grundlæggelse af det Tyske forbund(ikke at forveksle med det Tyske forbund fra 1815) og godkendelse af forbundsforfatningen af 15. november (BGBl. 1870, S. 650) samt forbundsaftaler om Bayerns og Württembergs tiltrædelse af denne forfatning i Tyske forbund af hhv. 23. og 25. november (BGBl. 1871, S. 9 bzw. 1870, S. 654) inkl. forfatningsændringer (alle tekster er optrykt i Huber, Verfassungsdokumente II, Nr. 219 ff.).

## Baggrund
Den fransk-preussiske krig havde været yderst vellykket for Preussen, dog ikke uden bistand fra de sydtyske stater, som stillede jernbaner og tropper til rådighed. Allerede i 1867 var vejen blevet banet for et samlet Tyskland ved indgåelse af gensidige alliancer, men efter Frankrigs nederlag var banen fri.

## Underskrivelsen
Under belejringen af Paris underskrev repræsentanter for Preussen og de sydtyske stater aftalerne i november. Man var hurtigt nået til enighed, da betingelserne herfor var fastsat allerede inden krigens udbrud: En hurtig sejr over Frankrig, og indrømmelser som Bismarck allerede havde givet tilsagn om. Bayern beholdt visse særrettigheder, såsom egen hær og visse udenrigspolitiske rettigheder.

## Følger
Den tyske enhed var fuldendt og det tyske rige blev grundlagt, også selv om det skete ovenfra. De nationalliberale, som havde en vision om "enhed og frihed", var ganske tilfredse og støttede Bismarck i de følgende år.

## Eksterne kilder
- Aftalernes ordlyd Arkiveret 20. januar 2011 hos  Wayback Machine